# Chúa Thánh Linh

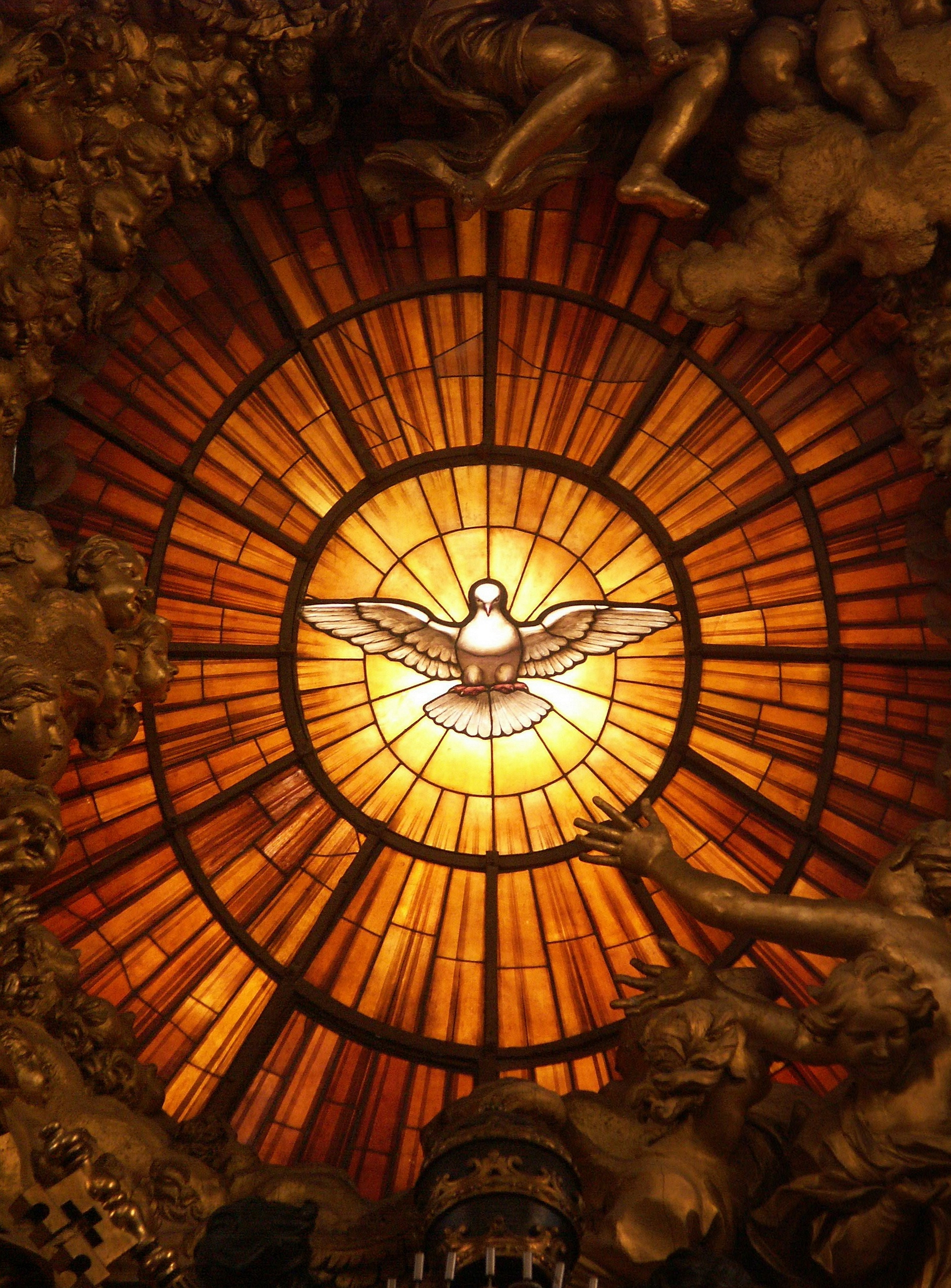
Miêu tả Chúa Thánh Thần trong hình chim bồ câu, kính màu tại Vương cung thánh đường Thánh Phêrô.

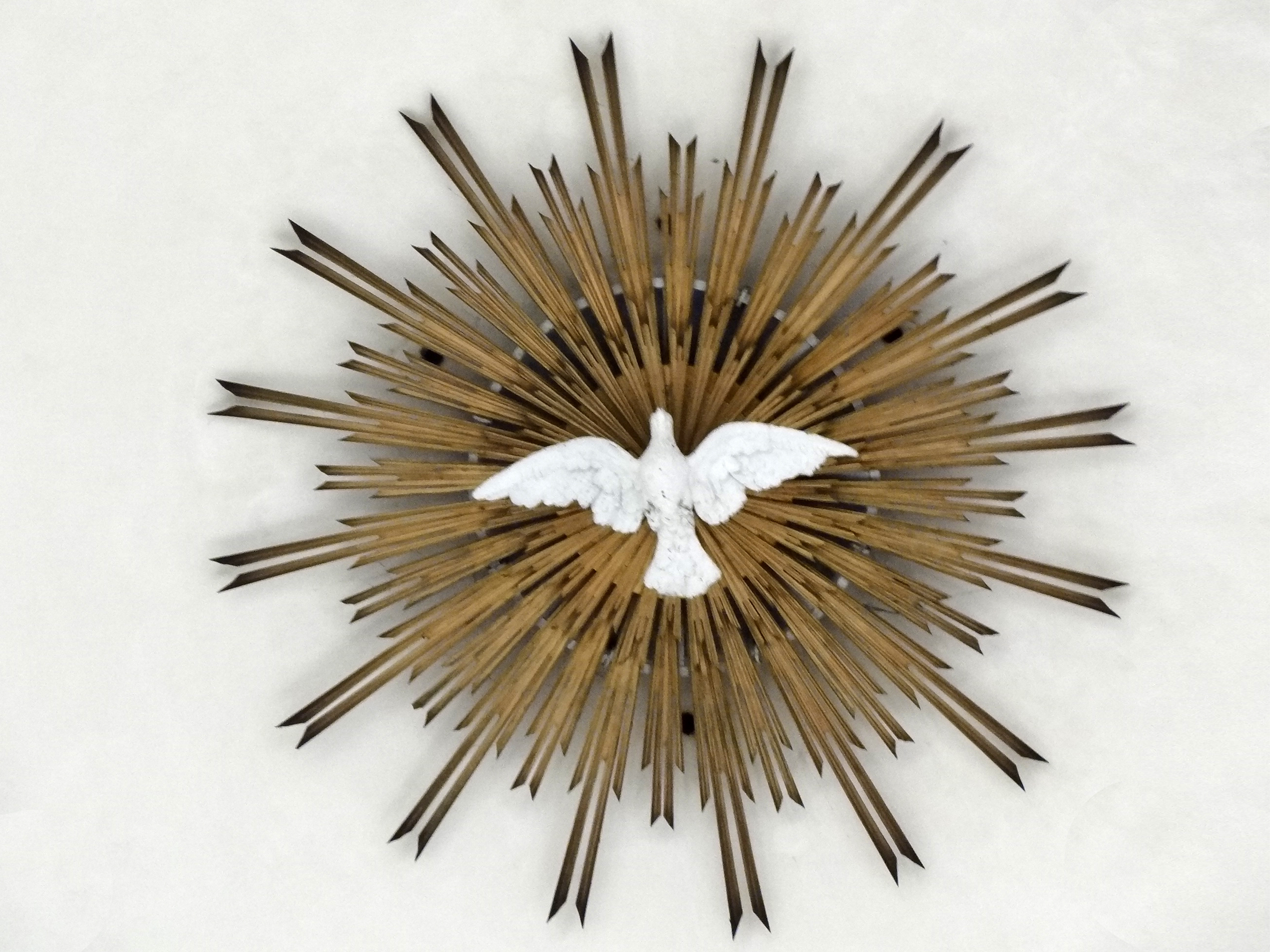
Trên tấm đá chìa khóa (bên trong mái vòm) của Nhà thờ Thánh Michael Tổng lãnh thiên thần ở Kaunas.

Chúa Thánh Thần, Tin Lành gọi là Chúa Thánh Linh, là Ngôi Ba trong Ba Ngôi: Chúa Cha, Chúa Con, và Chúa Thánh Thần: Cả ba Ngôi vị là một Thiên Chúa duy nhất, theo niềm tin của đại đa số các tín hữu Kitô giáo.
Tân Ước có hơn 90 lần viết về Chúa Thánh Thần. Cả ba sách Tin Mừng Nhất Lãm đều khẳng định rằng xúc phạm Chúa Thánh Thần là tội lỗi không thể tha thứ. Chúa Thánh Thần có vị trí quan trọng trong các thư tín của Thánh Phaolô. Còn Thánh Tông đồ Gioan đã viết về Chúa Thánh Thần với ba danh hiệu: "Thần Khí", "Thần Chân Lý", và "Đấng An Ủi".
Tân Ước miêu tả mối tương giao mật thiết giữa Chúa Thánh Thần với Chúa Giê-su trong lúc ngài sống trên đất và trong thời kỳ ngài rao giảng Phúc Âm. Hai sách Phúc Âm Luca và Mátthêu cùng bản tín điều Nicea xác tín rằng Chúa Giêsu được "hoài thai bởi Chúa Thánh Thần, và sinh bởi Đức Trinh nữ Maria".

## Thuật từ
Thuật từ Chúa Thánh Thần ở đây không phải mang nghĩa là "vị Chúa của Thánh và Thần" nhưng gồm hai thành tố: chữ "Thánh" nghĩa là mang nghĩa là "thánh thiện", "linh thiêng"; và "Thần" là "tinh thần", "tâm hồn" (hoặc nếu dùng "Thánh Linh" thì chữ "Linh" cũng mang nghĩa tương tự là "linh hồn", "tâm hồn"). Tiếng Anh là "Holy Spirit" và nhiều ngôn ngữ khác cũng tương ứng như vậy. Thuật từ này xuất phát trong Kinh Thánh tiếng Hebrew là רוח הקודש Ruach Ha-Kodesh và tiếng Hy Lạp là Πνεῦμα τὸ Ἅγιον Pneûma tò Hagion.

## Quan điểm của Kitô giáo
Kitô hữu tin rằng Chúa Thánh Thần là một Ngôi vị trong Ba Ngôi, bình đẳng với Chúa Cha và Chúa Con (Chúa Giêsu).
Theo Tân Ước, Chúa Thánh Thần là Đấng dẫn dắt con người đến với Đức Tin để tiếp nhận Chúa Giê-su, ban cho họ năng lực để theo đuổi các giá trị của nếp sống Cơ Đốc. Chúa Thánh Thần ngự trong lòng tín hữu, xem họ là đền thờ của Ngài. Chúa Thánh Thần được miêu tả là "Đấng Dạy Dỗ", "Đấng Bảo Trợ" hoặc "Đấng An Ủi". Ngài dẫn dắt tín hữu vào mọi lẽ thật.
Quyền năng của Chúa Thánh Thần thể hiện trong đời sống của Kitô hữu, theo quan điểm Kitô giáo, sản sinh những kết quả tích cực được gọi là "Hoa quả của Chúa Thánh Thần". Kitô hữu tin rằng Chúa Thánh Thần là Đấng ban cho họ các loại ân tứ (khả năng) khác nhau như nói tiên tri, nói các thứ tiếng, khả năng chữa bệnh, sự hiểu biết,... (một số người cho rằng sự ban cho này đã dừng lại kể từ sau thời Tân Ước). Tuy vậy, phần lớn Kitô hữu tin rằng các ơn sủng ấy vẫn tiếp tục được ban cho, đặc biệt là các ơn hữu ích cho việc gây dựng Giáo hội như khả năng thi hành mục vụ, giảng dạy, làm việc từ thiện, lãnh đạo, và lòng nhân ái. Trong một số giáo phái, trải nghiệm nhận lãnh Chúa Thánh Linh được gọi là "được xức dầu". Theo truyền thống Nhạc Phúc Âm của người Mỹ gốc Phi, trải nghiệm này thường được nhắc đến như là "nhận lãnh phước hạnh".
Kitô hữu tin rằng Chúa Giê-su đã báo trước về Chúa Thánh Thần như là "Đấng Bảo Trợ". Sau khi sống lại, Đức Giê-su bảo cho các môn đồ biết rằng họ cần được "làm phép rửa trong Chúa Thánh Thần" và nhờ đó họ sẽ nhận lãnh năng lực siêu nhiên. Lời hứa này đã được ứng nghiệm qua những diễn biến được ký thuật trong chương thứ hai của Sách Công vụ Tông đồ. Ấy là trong ngày Lễ Ngũ Tuần (Pentecost) đầu tiên, các môn đồ của Đức Giê-su, khi đang nhóm lại với nhau tại Jerusalem, đột nhiên nghe tiếng gió thổi mạnh, và xuất hiện những lưỡi bằng lửa đậu trên từng người. Các môn đồ bắt đầu rao giảng Tin Mừng cho một đám đông với nhiều sắc dân khác nhau bằng chính ngôn ngữ của các sắc dân ấy.
Trong Phúc Âm của mình, Thánh Gioan Tông đồ không tập chú vào những gì Chúa Thánh Thần làm cho Chúa Giê-su, nhưng nhấn mạnh vào sự kiện Chúa Giê-su ban Chúa Thánh Thần cho các môn đồ. Học thuyết này của vị Tông đồ, có ảnh hưởng sâu đậm trên tiến trình hình thành thuyết Ba Ngôi, nhìn xem Chúa Giê-su là Chiên Con được hiến tế, đến thế gian để ban Thánh Thần của Thiên Chúa cho nhân loại.
Dù có văn phong tương tự với tác giả ba sách Phúc Âm còn lại khi miêu tả sự kiện Chúa Giê-su nhận lãnh Thánh Thần, Thánh Gioan ký thuật sự kiện này với chủ tâm giúp độc giả hiểu rằng Chúa Giêsu nhận lãnh Thánh Thần với mục đích ban Thánh Thần cho người theo Chúa Giê-su, nhờ vậy mà họ có thể hiệp nhất với Ngài, ở trong Ngài và vì vậy họ cũng hiệp nhất với Chúa Cha. (Xem "Tin Mừng theo Thánh Gioan", chương nói về Pneumatology, tác giả Raymond Brown). Theo Thánh sử Tông đồ Gioan, nhận lãnh Chúa Thánh Thần có nghĩa là nhận lãnh sự sống vĩnh cửu, sự thông hiểu về Thiên Chúa, năng lực để vâng phục, để tương giao với người khác và tương giao với Chúa Cha.

## Hoa quả của Chúa Thánh Thần

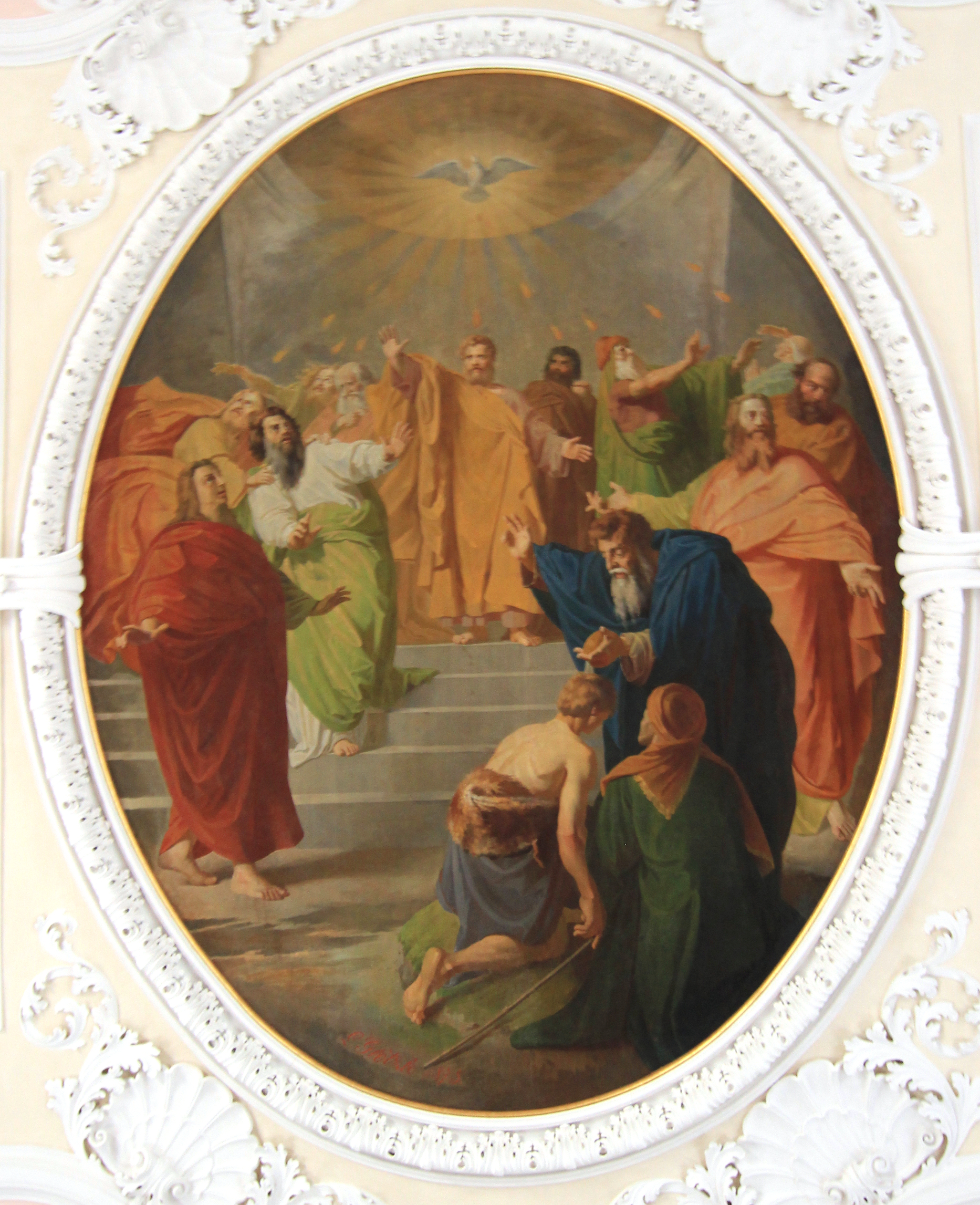
Chúa Thánh Thần giáng lâm dưới hình chim bồ câu trong ngày Lễ Ngũ Tuần, bích họa tại Đức.

Ki-tô hữu tin rằng "Hoa trái của Chúa Thánh Thần" là những đức hạnh được ban cho những ai chấp nhận Chúa Thánh Thần và để quyền năng của Ngài vận hành trong đời sống của mình. Những đức hạnh này được liệt kê trong Tân Ước (Gal. 5:22): 
22 Còn hoa quả của Thần Khí là : bác ái, hoan lạc, bình an, nhẫn nhục, nhân hậu, từ tâm, trung tín, 23 hiền hoà, tiết độ .

Truyền thống Công giáo cũng liệt kê 12 Hoa quả của Chúa Thánh Thần (Sách Giáo lý của Giáo hội Công giáo, Phần 1832): "từ thiện, vui thoả, bình an, nhẫn nại, nhân ái, từ tâm, độ lượng, hoà nhã, chung thủy, khiêm nhường, tiết chế và trinh bạch". Nhiều Kitô hữu tin rằng những Hoa quả của Chúa Thánh Thần ngày càng trở nên tinh tuyền bằng cách tuân giữ Lời của Thiên Chúa (Kinh Thánh) và bằng những trải nghiệm trong sống đạo.
Nhiều Kitô hữu tin rằng họ hiệp nhất với Thiên Chúa qua  Đức Giê-su Kitô, bởi quyền năng của Chúa Thánh Thần là Đấng ngự trong họ. Những người khác tin rằng sự quy đạo cần đi đôi với trải nghiệm đầy dẫy Thánh Thần (xảy ra cùng lúc hoặc sau đó). Họ gọi trải nghiệm này là "phép rửa trong Chúa Thánh Thần", theo họ, đó là lúc tín hữu thể hiện các ân tứ và khả năng.

### Sự sống trong Chúa Thánh Thần
"Sự sống trong Chúa Thánh Thần" là thuật từ thể hiện quan điểm của các tín hữu thuộc Phong trào Tin Lành, miêu tả nếp sống Cơ Đốc dưới sự soi dẫn, và được thêm sức, bởi quyền năng của Chúa Thánh Linh.
Trải nghiệm này được đề cập nhiều lần trong Kinh Thánh, cũng được triển khai bởi các nhà thần học như Tiến sĩ Gilbert Stafford trong một tác phẩm của ông, Theology for Disciples, "Hội Thánh được ban năng lực không chỉ để gia tăng số lượng tín hữu mà còn để theo đuổi nếp sống Cơ Đốc chuẩn mực." Chúng ta cần nhận biết quyền năng của Chúa Thánh Linh vận hành trong đời sống tín hữu, trong ba khía cạnh: chịu cáo trách về tội lỗi, sự Thánh khiết trong bản chất, và năng lực để phục vụ.
- Cáo trách tội lỗi: Đây là công việc của Chúa Thánh Thần. Lần đầu tiên Chúa Giêsu đề cập đến điều này trong Tin Mừng Gioan 16:8[22] Mục tiêu của sự cáo trách tội lỗi là khuyến khích tín hữu theo đuổi nếp sống Thánh khiết hầu làm sáng danh Chúa. Chính sự cáo trách tội lỗi sẽ giúp tín hữu lớn lên trong nếp sống Cơ Đốc và đạt đến bản chất Thánh khiết.
- Bởi sự vận hành của quyền năng Chúa Thánh Linh trong đời sống tín hữu mà họ có thể theo đuổi nếp sống Thánh khiết từ trong bản chất. Những người tiếp nhận và đi theo bước chân của Chúa Giêsu sẽ được Chúa Thánh Linh ngự trị trong lòng. Trái của Thánh Linh sẽ thể hiện trong đời sống của họ, không chỉ giúp họ trưởng thành trong tâm linh mà còn ban cho họ năng lực để phụng sự Thiên Chúa và người khác.
- Chúa Thánh Linh ban năng lực cho tín hữu để họ phụng sự Chúa, và gây dựng Vương quốc Thiên Chúa, để danh Chúa được vinh hiển và hội Thánh được phát triển, tức là rao giảng thông điêp Phúc Âm cho mọi người.[23]